# Kateřina Vinšová
Kateřina Vinšová (* 16. prosince 1948 Praha) je česká romanistka, překladatelka z francouzštiny a italštiny.

## Biografie
Vystudovala francouzštinu a němčinu na Universitě 17. listopadu v Praze. Roku 1984 obdržela titul PhDr.
Zaměřuje se především na překlady moderní literatury, ale také například na komiksy. K roku 2012 bylo v češtině vydáno jejích patnáct dílů Asterixe a celá řada (24 dílů) Tintinova dobrodružství. Kromě toho se také věnuje překladu pro dabing, titulků k zahraničím filmům a překladům divadelních her.
V roce 1999 se stala laureátkou Ceny Josefa Jungmanna za překlad knihy Georgese Pereca Život návod k použití. V březnu 2012 obdržela Národní cenu Ministerstva kultury Itálie za překladatelskou činnost a šíření italské kultury ve světě. V letech 2001 a 2005 získala dvě Ceny Jednoty tlumočníků a překladatelů za mimořádnou kvalitu překladu a úpravy dabovaného audiovizuálního díla v rámci Cen Františka Filipovského za překlady snímků Nevinné krutosti (2001, Česká televize) a Zločin v ráji (2005).
Má dvě děti, dceru a syna. Dcera Madgaléna Křížová se rovněž věnuje literárnímu překladu, zejména z moderní hebrejštiny.

## Výběr přeložené literatury

### Překlady z italské literatury
- Dino Buzzati: Tíživé noci, Praha 1989
- Claudio Magris: Dunaj, Praha 1992
- Sebastiano Vassalli: Zlato světa, Praha 1996
- Claudio Magris: Mikrokosmy, Praha 2000
- Antonio Tabucchi: Indické nokturno, Praha 2002
- Sebastiano Vassalli: Nespočet, Praha 2003
- Antonio Tabucchi: Jak tvrdí Pereira, Praha 2005
- Primo Levi: Když ne nyní, kdy?, Praha 2006
- Sebastiano Vassalli: Archeologie přítomnosti, Příbram 2006
- Serena Vitale: Puškinův knoflík, Praha - Příbram 2008
- Cesare Pavese: Řemeslo života, Kutná Hora 2010
- Claudio Magris: Poslepu, Praha 2011
- Erri De Luca, Boží hora, Příbram 2015
- Claudio Magris: Oči moře , Praha 2022
- Marina Jarre: "Vzdálení otcové", Praha 2024

### Překlady z francouzské literatury
- Driss Chraïbi: "Případ v Atlasu", Praha 1988
- Michel Leiris: Věk dospělosti, Praha 1994
- Albert Camus: První člověk, Praha 1995
- Gérard de Nerval: Příběh chalífy al-Hákima, Praha 1996
- Georges Perec: Život návod k použití, Praha 1998
- Georges Perec: Kabinet sběratele, Praha 2001
- Gaétan Soucy: O holčičce, co si ráda hrála se sirkami, Praha 2003
- Jacques Le Goff: Svatý František z Assisi, Praha 2004
- Boris Vian: Naplivu na vaše hroby, Praha 2005
- Fred Vargas: Neptunův trojzubec, Praha 2007
- Fred Vargas: Špetka věčnosti, Praha 2007
- Fred Vargas: Tři evangelisti, Praha 2010
- Fred Vargas: O kousek dál napravo, Praha 2011
- Boualem Sansal: Němcova vesnice, Praha 2012
- Fred Vargas: Kavalkáda mrtvých, Praha 2015
- Albert Camus: "Mor", Praha 2021
- Albert Camus: "Pád", Praha 2022